# Andrea Peron (1988)
|  | No confondre amb el també ciclista italià Andrea Peron |

Andrea Peron (Camposampiero, província de Pàdua, 28 d'octubre de 1988) és un ciclista italià, professional des del 2013 i actualment a l'equip Team Novo Nordisk.
Com tots els seus companys d'equip, Peron té Diabetis tipus 1.

## Palmarès
- 2010
  - 1r al Memorial Carlo Valentini
  - 1r a l'Astico-Brenta
- 2010
  - 1r a la Medaglia d'Oro Fiera di Sommacampagna
- 2012
  - 1r al Memorial Benfenati
  - 1r a l'Alta Padovana Tour
  - 1r al Memorial Vincenzo Mantovani
- 2022
  - 1r al GP Kranj